# إليوت هيرشيل ليب
إليوت هيرشيل ليب (بالإنجليزية: Elliott H. Lieb)  (من مواليد 31 يوليو 1932) هو عالم فيزياء رياضيات أمريكي وأستاذ الرياضيات والفيزياء في جامعة برينستون متخصص في الميكانيكا الإحصائية ونظرية المادة المكثفة والتحليل الدالي.

## الجوائز والتكريم
- جائزة داني هينمان للفيزياء الرياضية (1978). [12]